# Comuna Cazasu, Brăila
Cazasu este o comună în județul Brăila, Muntenia, România, formată numai din satul de reședință cu același nume. Până în 1829 a făcut parte din Raiaua Brăila (Kaza Ibrail) a Imperiului Otoman.

## Așezare
Comuna se află imediat la est de municipiul Brăila, pe șoseaua națională DN22, care leagă Brăila de Râmnicu Sărat. Din această șosea, la Cazasu se ramifică șoseaua județeană DJ221, care o leagă de comunele Romanu, Gemenele și Râmnicelu, terminându-se la Șuțești în același drum DN22.

## Demografie
Componența etnică a comunei Cazasu
     Români (89,84%)
     Alte etnii (0,3%)
     Necunoscută (9,86%)
Componența confesională a comunei Cazasu
     Ortodocși (84,3%)
     Adventiști (2,63%)
     Alte religii (2,24%)
     Necunoscută (10,83%)
Conform recensământului efectuat în 2021, populația comunei Cazasu se ridică la 3.611 locuitori, în creștere față de recensământul anterior din 2011, când fuseseră înregistrați 2.939 de locuitori. Majoritatea locuitorilor sunt români (89,84%), iar pentru 9,86% nu se cunoaște apartenența etnică. Din punct de vedere confesional, majoritatea locuitorilor sunt ortodocși (84,3%), cu o minoritate de adventiști (2,63%), iar pentru 10,83% nu se cunoaște apartenența confesională.

## Politică și administrație
Comuna Cazasu este administrată de un primar și un consiliu local compus din 13 consilieri. Primarul, Alexandru-Marian Popescu[*], de la Partidul Social Democrat, este în funcție din 1 noiembrie 2024. Începând cu alegerile locale din 2024, consiliul local are următoarea componență pe partide politice:
|  | Partid                          | Consilieri | Componența Consiliului | Componența Consiliului | Componența Consiliului | Componența Consiliului | Componența Consiliului | Componența Consiliului | Componența Consiliului |
|  | ------------------------------- | ---------- | ---------------------- | ---------------------- | ---------------------- | ---------------------- | ---------------------- | ---------------------- | ---------------------- |
|  | Partidul Social Democrat        | 7          |                        |                        |                        |                        |                        |                        |                        |
|  | Partidul Național Liberal       | 4          |                        |                        |                        |                        |                        |                        |                        |
|  | Alianța pentru Unirea Românilor | 2          |                        |                        |                        |                        |                        |                        |                        |

## Istorie
Satul Cazasu s-a format în timpul dominației otomane asupra Brăilei, pe proprietatea unui turc pe nume Cazas. În 1828, satul a fost ocupat de ruși în timpul Războiului Ruso-Turc din 1828–1829. Aceștia au fortificat satul și l-au folosit pentru a ataca Brăila, pe care au cucerit-o și, după război, au incorporat-o Țării Românești. La sfârșitul secolului al XIX-lea, comuna Cazasu făcea parte din plasa Vădeni a județului Brăila, era formată din satele Baldovinești, Cazasu, Satul-Nemțesc, Pietroiu Nou și Pietroiu Vechi, cu o populație totală de 1834 de locuitori. În comună funcționau o școală de băieți cu 58 de elevi înființată în 1852 și una de fete cu 22 de eleve înființată în 1885; și o biserică zidită în 1883 de locuitori.
În 1925, comuna Cazasul era arondată plășii Silistraru din același județ și era formată din satele Cazasu, Baldovinești, Pietroiu și Satu Nemțesc, cu 2128 de locuitori. Baldovinești, Pietroiu și Satu Nemțesc (redenumit General Praporgescu) s-au desprins în 1931, formând comuna Baldovinești.
În 1950, comuna Cazasu a intrat în componența raionului Brăila din regiunea Galați. În 1968, ea a fost desființată și inclusă în comuna Tudor Vladimirescu, care a fost tot atunci arondată județului Brăila, reînființat. Comuna a fost reînființată în 2003, având în componență doar satul Cazasu.